# Malá Skála

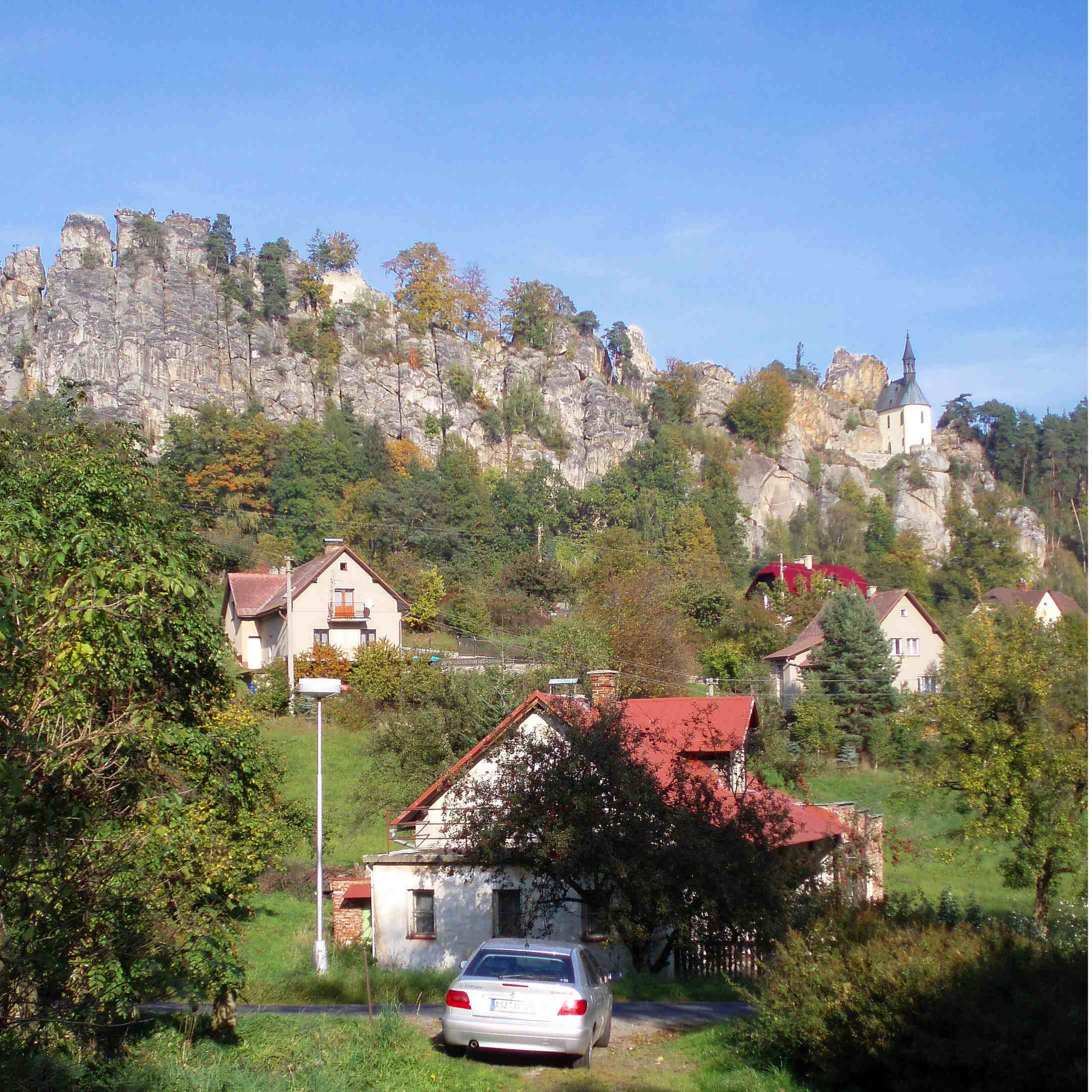
Blick zur Felsenburg Vranov

Malá Skála (deutsch Kleinskal) ist eine Gemeinde im Liberecký kraj in Tschechien. Sie liegt im Tal der Jizera (Iser) 10 km südöstlich von Jablonec nad Nisou, 6 km nördlich von Turnov und hat 1053 Einwohner.
Durch den Ort führt die Europastraße 65 von Prag zur polnischen Grenze bei Harrachov und weiter nach Jelenia Góra. Malá Skalá besitzt einen Bahnhof an der Bahnstrecke Pardubice–Zawidów, der früheren Süd-Norddeutschen Verbindungsbahn. Es bestehen direkte Bahnverbindungen mit Schnellzügen nach Prag, Liberec und Pardubice.

## Gemeindegliederung
Die Gemeinde Malá Skála besteht aus den Ortsteilen Bobov (Bobow), Křížky (Krischek), Labe (Laab), Malá Skála (Kleinskal), Mukařov (Mukarschow), Sněhov (Sniehow), Vranové 1. díl (Wranow 1. Teil), Vranové 2. díl (Wranow 2. Teil), Záborčí (Sabortsch) und Želeč (Scheletz). Grundsiedlungseinheiten sind Bobov, Filka, Křížky, Labe, Malá Skála, Mukařov, Sněhov, Vranové 1. díl, Vranové 2. díl, Záborčí und Želeč.

## Sehenswürdigkeiten
- Felsenburg Vranov mit dem bekannten Pantheon
- Naturdenkmal Suché skály („Dürre Felsen“) – eine an die Dolomiten erinnernde Felsformation östlich des Ortes
- Boučkův statek – ein bemerkenswertes, typisches Beispiel für die Volksarchitektur des Riesengebirgsvorlandes, heute als Galerie und Gasthof (U Boučku) genutzt
- Burg Zbiroh – Reste einer größeren Burganlage südlich des Ortes
- Drábovna – Felsenburg und Felslabyrinth